# Kaylor Harris
Kaylor Harris (31 de octubre de 1998) es una deportista de Estados Unidos que compite en atletismo. Ganó una medalla de oro en el Campeonato Mundial de Atletismo Sub-20 de 2016, en la prueba de 4 × 100 m .